# Getting Married (pièce de théâtre)
Pour les articles homonymes, voir Getting Married.
Getting Married est une pièce de théâtre de George Bernard Shaw créée en 1908.